# Tshutshu Tshakasua
Tshutshu Tshakasua (sinh ngày 15 tháng 5 năm 1997) là một cầu thủ bóng đá người Thụy Điển gốc Cộng hòa Dân chủ Congo thi đấu cho Gefle IF, ở vị trí tiền đạo.